# Aliabad (Hunza)
Aliabad  (urdu:علی آباد ) è un centro abitato del distretto di Hunza situato nei Gilgit-Baltistan del Pakistan.